# Christo Iliew (Radsportler)

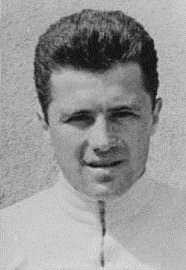
Christo Iliew (1961)

Christo Iliew (bulgarisch Христо Илиев; * 9. Januar 1937) ist ein ehemaliger bulgarischer Radrennfahrer.

## Sportliche Laufbahn
1956 gewann er eine Etappe der Bulgarien-Rundfahrt. 1964 beendete er die Jugoslawien-Rundfahrt 1964 hinter dem Sieger Rudi Valenčič auf dem dritten Rang der Gesamteinzelwertung.
1961 und 1962 fuhr er die Internationale Friedensfahrt, in beiden Rennen schied er vorzeitig aus.